# Poveste din taiga
Poveste din taiga (în rusă Таёжная повесть, transliterat: Taiojnaia povest) este un film dramatic sovietic din 1980, regizat de Vladimir Fetin. Scenariul filmului, scris de poeta, dramaturga și scenarista Albina Șulghina (1937–2009), este inspirat din nuvela „Visul crestelor albe” (Сон о белых горах), inclusă în volumul Peștele țar (Царь-рыба, 1976) al lui Viktor Astafiev⁠(d), și relatează povestea intersectării destinelor a doi bărbați și a unei femei în decorul copleșitor al pădurilor din Extremul Orient rus. Rolurile principale sunt interpretate de actorii Mihail Kononov⁠(d), Svetlana Smehnova și Evgheni Kindinov⁠(d).
Filmul prezintă întâlnirea întâmplătoare într-o cabană de vânătoare din taigaua siberiană, în preajma sosirii iernii, a doi oameni proveniți din medii sociale diferite: un vânător localnic pe nume Akim și o fată originară din Moscova pe nume Elea. Vânătorul salvează viața fetei și apoi, ca urmare a reducerii stocului de provizii, încearcă să o scoată din taiga și să o conducă într-o zonă locuită. Lupta cu natura ostilă provoacă o schimbare semnificativă a perspectivei morale cu privire la viață a fetei.
Criticii de film au susținut că Poveste din taiga are un subiect neverosimil, dar au evidențiat în același timp principala sa calitate morală: transformarea sufletească a unui personaj capricios confruntat cu lupta de supraviețuire în mijlocul unei naturi ostile.

## Rezumat
În plină toamnă, Akim este angajat pentru sezonul de iarnă ca vânător de animale de blană într-o zonă din taigaua siberiană, aflată pe cursul râului Ende (un afluent al râului Kureika din bazinul fluviului Enisei), și este transportat acolo cu un elicopter, care urmează să-l recupereze peste cinci luni. După ce străbate o pădure, el ajunge la cabana de vânătoare din mijlocul taigalei pustii și găsește înăuntru o femeie tânără și grav bolnavă, care se află în stare de inconștiență. Femeia suferă de pneumonie și delirează permanent, rostind în mod constant numele unui bărbat („Goga”). Akim o îngrijește câteva zile și, după o luptă asiduă, reușește să-i salveze viața.
Revenindu-și, fata îi spune vânătorului că se numește Elea, că este originară din Moscova și că absolvise cursurile unui institut, visând să devină ziaristă. Ea părăsise Moscova cu câtva timp mai devreme și plecase în căutarea tatălui ei, care făcea parte dintr-o expediție epidemiologică aflată în taiga. Îl întâlnise însă pe un vapor pe geologul Gheorghi (Goga) Gherțev, un bărbat individualist și afemeiat care pretindea că este un „om liber”, iar acesta i-a propus să traverseze taigaua pentru a scurta drumul către tabăra tatălui ei. Romantismul bărbatului și atitudinea sa hotărâtă au fascinat-o pe Elea și au determinat-o să-l urmeze. Cei doi călători au pornit prin pădure în căutarea marii aventuri, dar au fost nevoiți să-și întrerupă drumul din cauza faptului că Elea a suferit o entorsă. Goga a găsit o cabană de vânătoare pustie și a adus-o acolo pe Elea, iar într-o zi a plecat la pescuit, dorind să testeze o linguriță nouă pentru lostrița siberiană, confecționată din medalia de război a unui veteran alcoolic nefericit, pe care Goga o obținuse în schimbul unei sticle de vin de Porto. El a prins peștele, dar și-a pierdut viața în încercarea de a-l scoate pe mal: peștele mare s-a smucit și l-a tras pe Goga, care a alunecat, s-a lovit cu capul de o piatră și a murit. Elea a rămas singură în cabană, în așteptarea lui Goga, și s-a îmbolnăvit grav din cauza frigului tot mai pătrunzător. Trupul neînsuflețit al lui Goga, găsit nu departe de cabană, este îngropat de vânător în pământul înghețat.
Akim are grijă de oaspetele neinvitat, amânându-și activitățile vânătorești până când tânăra femeie își revine de pe urma bolii. Între timp se apropie iarna. La fel ca majoritatea locuitorilor din mediul urban, Elea se dovedește incapabilă să ducă un trai independent în afara civilizației și chiar capricioasă, cu toate că încearcă să-l ajute cât mai mult pe Akim. Ei trebuie să petreacă câteva luni împreună până când va sosi acolo un elicopter și înțeleg că depind unul de celălalt („trebuie să trăim împreună”, îi spune Akim), iar viața lor este strâns legată în următoarea perioadă. Într-o noapte, Akim mărturisește că l-a cunoscut mai demult pe Goga și îi spune Elei că tânărul geolog era căsătorit și avea doi copii, se ocupa cu braconajul și nu avea niciun fel de scrupule să profite de pe urma celorlalți. Cei doi locatari găsesc jurnalul lui Goga în cabană și citesc însemnările lui, iar Elea înțelege că a făcut o greșeală atunci când s-a apropiat sufletește de un om care nu îi putea oferi nimic bun. Situația lor se complică atunci când un gluton pătrunde în cabană în lipsa lor și distruge stocurile de provizii. Akim își dă seama că viscolul care se apropie va aduce un ger cumplit și că nu vor mai avea ce mânca, pentru că animalele sălbatice vor părăsi aceste locuri, iar peștele se va ascunde la fundul apei. Temându-se pentru sănătatea Elei, care era încă slăbită și nu ar fi putut supraviețui înfometată sezonului de iarnă, Akim hotărăște să încerce un plan riscant: să călătorească până în cea mai apropiată localitate.
Cei doi părăsesc, prin urmare, adăpostul și pornesc pe jos prin zăpadă. Drumul este lung și greu, dar dorința de a supraviețui îi determină să biruie obstacolele aflate în cale. Ei parcurg o distanță de circa 50 de verste (aprox. 53 km) și, după mai multe încercări, ajung epuizați într-un sat de pescari, pe care îl găsesc pustiu. Fata își pierde cumpătul și îl învinovățește cu egoism pe salvatorul ei. După ce o calmează pe Elea, Akim face un foc de semnalizare și reușește astfel să atragă atenția pasagerilor unui avion care trecea pe deasupra satului. Ca urmare, un elicopter sosește în zonă și îi scoate pe cei doi din taiga, ducându-i la un spital local. Elea este ținută șapte zile în spital, deoarece medicul îi interzice să meargă sau să zboare cu avionul în perioada imediat următoare, în timp ce Akim, care este și el bolnav, preferă să se trateze singur prin „metodele din taiga”, după vorbele medicului. În cele din urmă, ei sunt nevoiți să se despartă deoarece provin din medii diferite: fata urmează să ajungă cu un avion la Krasnoiarsk, unde o aștepta mama ei și un tratament suplimentar, iar mai apoi să se întoarcă la Moscova, în timp ce viața lui Akim este legată de taiga. Akim nu își poate depăși timiditatea naturală nici chiar în acest moment și îi dă Elei verigheta lui Goga împachetată în ultima sa bancnotă de 5 ruble ca semn al iubirii sale. Elea desface cadoul în avion și strigă printre lacrimi numele bărbatului, în timp ce Akim privește în tăcere decolarea avionului.

## Distribuție
- Mihail Kononov⁠(d) — Akim, vânătorul din taiga[1][3][5][6][16][18]
- Svetlana Smehnova — Elea, fata bolnavă din cabană (menționată Svetlana Smehnova-Blagoevici)[1][3][5][6][16][18]
- Evgheni Kindinov⁠(d) — Gheorghi Gherțev („Goga”), un bărbat „liber”, individualist și afemeiat[1][3][5][6][16][18]
- Vera Titova⁠(d) — asistenta medicală[1][6][16][18]
- Vladimir Kașpur⁠(d) — Koreaga, un veteran alcoolic care-și vinde medalia de război pentru băutură[1][3][6][16][18]
- Arkadi Trusov⁠(d) — medicul[1][3][6][16][18]
- Arkadi Pîșneak — pasager din avion[1][3][6][16][18]

## Producție

### Scenariu

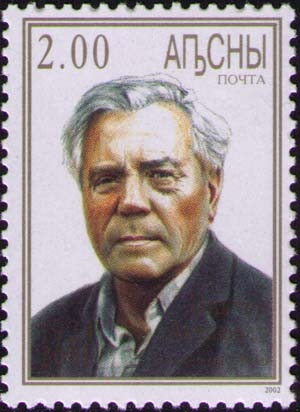
Scriitorul rus, reprezentat pe un timbru din Abhazia

Filmul a fost produs de compania sovietică Lenfilm și a fost regizat de cineastul rus Vladimir Fetin. Scenariul filmului, scris de poeta, dramaturga și scenarista Albina Șulghina (1937–2009), a fost inspirat din nuvela „Visul crestelor albe” (Сон о белых горах), inclusă în volumul Peștele țar (Царь-рыба, 1976) al lui Viktor Astafiev⁠(d) (1924–2001). Producția a fost coordonată de directorul Natan Peceatnikov și de redactorul E. Pecinikov, care au colaborat cu N. Reasnîi pe post de consultant.
Originar din satul Ovseanka⁠(en)[traduceți] din gubernia Enisei (azi în ținutul Krasnoiarsk), scriitorul rus Viktor Astafiev (1924–2001) a fost deosebit de preocupat de conservarea naturii din taigaua siberiană. Volumul Peștele țar conține mai multe nuvele în care omul încearcă să lupte cu natura și, obsedat de propria vanitate, să-și dovedească superioritatea. Comportamentul frivol al omului în relația cu natura conduce adeseori la moarte, de aceea unele personaje ale nuvelelor lui Astafiev, precum braconierul Ignatici și tânărul Goga Gherțev, au un sfârșit tragic. Nuvelele lui Astafiev sunt, în esență, veritabile reflecții filosofice cu privire la moralitatea comportamentului uman. Nuvela „Visul crestelor albe”, care a fost ecranizată în filmul Poveste din taiga, se concentrează pe relația conflictuală dintre natură și civilizație, reprezentate prin blândul vânător Akim și prin capricioasa moscovită Elea. Cei doi se înțeleg cu greutate în taigaua pustie, deoarece provin din medii diferite, dar sunt nevoiți să colaboreze pentru a scăpa din situația extremă în care se află.

### Filmări

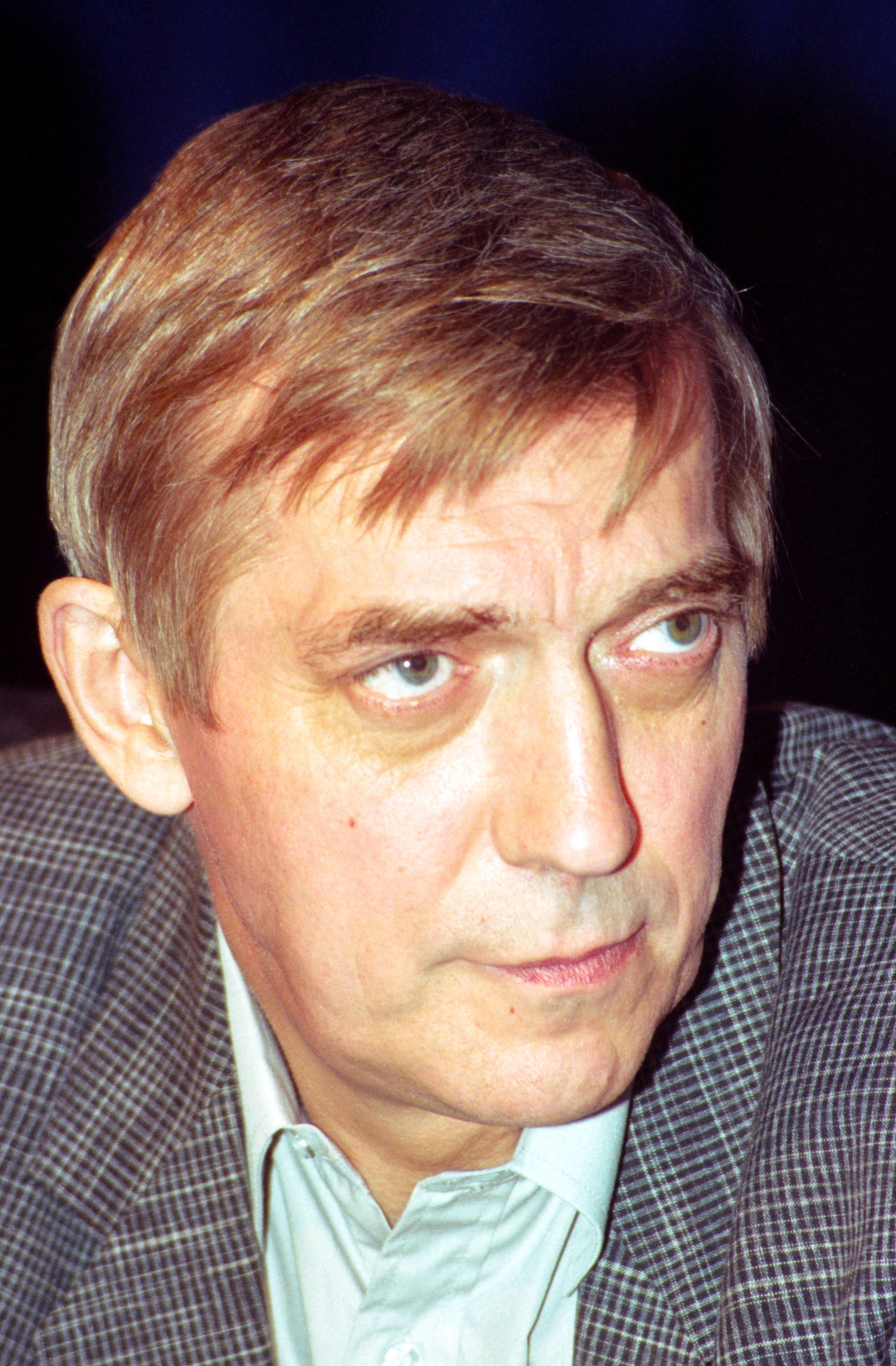
Actorul, interpretul personajului Goga

Filmările au avut loc în cursul anului 1979 și au fost executate pe peliculă color de operatorii Ivan Bagaev și V. Markov, sub coordonarea experimentatului director de imagine Evgheni Șapiro (1907–1999). Rolurile principale au fost interpretate de actorii Mihail Kononov⁠(d) (vânătorul Akim), Svetlana Smehnova (tânăra Elea) și Evgheni Kindinov⁠(d) (geologul Goga). Interpretul vânătorului Akim, actorul rus Mihail Kononov (1940–2007), era cunoscut la acea vreme pentru rolurile interpretate în filmele Începutul⁠(d) (1970), Salut și adio⁠(d) (1972), Caută vântul⁠(d) (1978) și Ani tumultuoși⁠(d) (1978) și a jucat ulterior în alte filme cunoscute ale cinematografiei sovietice ca Vasili și Vasilisa⁠(d) (1981) și Gară pentru doi (1983). La rândul său, Evgheni Kindinov (n. 1945), interpretul geologului Goga, era, de asemenea, un actor cunoscut prin rolurile interpretate în filmele Tinerii⁠(d) (1971), Ziduri vechi⁠(d) (1973), Romanță despre îndrăgostiți (1974) și Cei patru din fotografie⁠(d) (1977).
Printre interpreții rolurilor secundare se numără Vera Titova⁠(d), Vladimir Kașpur⁠(d) și Arkadi Trusov⁠(d). Actrița Vera Titova (1928–2006), care a interpretat aici rolul asistentei medicale, jucase anterior în filme ca Republica Skid⁠(d) (1966) și O poveste veche, veche⁠(d) (1968), actorul Vladimir Kașpur (1926–2009), interpretul veteranului alcoolic, se făcuse cunoscut prin rolurile interpretate în Săritura în zori⁠(d) (1960), Colegii⁠(d) (1962), A treia repriză⁠(d) (1962), Drumul spre Saturn⁠(d) (1967) și Sfârșitul Saturnului⁠(d) (1968), iar Arkadi Trusov (1904/1905–1982), cel care a interpretat aici rolul medicului, a jucat într-un număr mare de filme, printre care Stepan Kolciughin⁠(d) (1957).
Decorurile au fost proiectate de scenograful rus Valeri Iurkevici, iar costumele au fost confecționate de designera N. Dobrova. Sunetul a fost înregistrat de inginerul Leonid Șumeacer, iar muzica a fost compusă de compozitorul sovietic de origine rusă Vasili Soloviov-Sedoi și interpretată de Orchestra Simfonică de Televiziune și Radio din Leningrad, sub bagheta dirijorului Aleksandr Vladimirțov. Montajul peliculei a fost realizat de Aleksandra Borovskaia și O. Amosova. Durata filmului este de 99 de minute, iar lungimea peliculei este de 2.703 metri.

## Recepție

### Lansare
Poveste din taiga a fost lansat la 21 ianuarie 1980 în cinematografele din Uniunea Sovietică și a avut parte de succes comercial, fiind vizionat de 8,2 milioane de spectatori. Cu toate acestea, la fel ca și alte filme ale lui Vladimir Fetin (Raidul vărgat, Poveste din zona Donului și Femeia dulce), nu a devenit niciodată prea popular. Filmul a fost difuzat apoi și în alte țări precum Republica Democrată Germană (premieră TV pe 1 mai 1980 la DFF 2) și Republica Socialistă România (14 iulie 1980).
Premiera filmului în România a avut loc în 14 iulie 1980; filmul a rulat în perioada următoare în unele cinematografe bucureștene precum Patria și Cultural (iulie 1980), Victoria (iulie 1980) Eforie (iulie–august 1980) ș.a., dar și în unele cinematografe din alte orașe (de exemplu, la Suceava, Iași, Craiova, Pașcani, Târgu Mureș, Fălticeni, Rădăuți, Miercurea Ciuc, Reșița, Câmpulung Moldovenesc, Zalău, Sfântu Gheorghe, Timișoara, Lugoj, Odorheiu Secuiesc, Dorohoi, Sighișoara, Reghin și Târnăveni), inclusiv până în februarie 1984.

### Aprecieri critice
Criticii de film ruși din epoca modernă au afirmat că Poveste din taiga este un film „dezinhibat, oarecum șocant pentru vremea sa, dar profund, uman și foarte senzual”, care, deși s-a remarcat printre numeroasele filme sovietice ale acelor timpuri, a continuat să fie subestimat.
Într-o cronică publicată în iulie 1980 în revista Cinema, jurnalista română Adina Darian scria că acest film este „o poveste [...] de dragoste, de prietenie, de autodepășire, de dăruire de sine, de sacrificiu, de zădărnicie, de regăsire de sine” care are loc într-un cadru „feeric și năpraznic” și afirma că situațiile prezentate acolo sunt lipsite de credibilitate, susținând că spectatorii trebuie să ignore acest context improbabil și să urmărească mai degrabă modul în care cele trei personaje principale înfruntă propriile probleme sufletești pentru a putea supraviețui într-un moment greu al existenței lor. Intersectarea destinelor celor trei personaje principale are loc „în momente dificile” și constituie, potrivit criticului N.I. Popa de la Tribuna Sibiului, un examen dur de viață pe care unele personaje reușesc să-l treacă, iar altele nu, ceea ce-i oferă cineastului Vladimir Fetin ocazia să prezinte „lucruri obișnuite [...] în împrejurări neobișnuite” și să creeze astfel „o poveste de dragoste, de prietenie, de autodepășire, de lașitate”. Rezultatul este „un film interesant, cu trei actori foarte buni, în rolurile principale: Mihail Kononov, Svetlana Smehnova și Evgheni Kindinov”. Cronicarul revistei române Săptămîna sublinia, într-o notă scurtă din aceeași perioadă, calitățile morale ale filmului (transformarea sufletească a unui personaj capricios în contextul luptei pentru supraviețuire în mijlocul unei naturi ostile) și consemna că Poveste din taiga are „un subiect aparent neverosimil dar realizat și interpretat cu o deosebită delicatețe, cu un meritoriu simț al psihologiilor personajelor”.
Enciclopedia cinematografică germană Lexikon des internationalen Films descrie astfel acest film: „Doi tineri trebuie să petreacă câteva luni de iarnă în taiga. Femeia se îmbolnăvește grav și este îngrijită de vânătorul de animale de blană cu inima bună. Dar ea nu-i arată niciun fel de recunoștință la început.”.

## Alte adaptări
O adaptare teatrală a nuvelei „Visul crestelor albe” a fost realizată de V. Șațki și pusă în scenă în 1983 de K. Iarmolineț la Teatrul Dramatic „V.I. Kacealov” din Kazan, avându-i în rolurile principale pe actorii F. Pantiușin (Akim Kasianov), G. Rohlin (Goga Gherțev) și N. Arsentieva (Elea).